# تپه حسن چوپان
تپه حسن چوپان مربوط به سدهٔ ۵ تا ۹ ه.ق است و در شهرستان نیشابور، بخش سرولایت، روستای کلاته شاهین واقع شده و این اثر در تاریخ ۱۷ مرداد ۱۳۸۳ با شمارهٔ ثبت ۱۱۰۴۰ به‌عنوان یکی از آثار ملی ایران به ثبت رسیده است.